# Сагдухт
Сагдухт (груз. საგდუხტი, род. V век, Картли) — царица-консорт Иберии V века, родом бывшая из Картли, восточной Грузии, в качестве жены царя Мирдата V. Она была дочерью Барзабода, михранидского правителя Гардмана.
Сагдухт известна прежде всего по грузинской хронике, написанной Джуаншером, повествующей о жизни царя Иберии Вахтанга I Горгасали, сына Мирдата V и Сагдухт. Она также упоминается как Сахакдухт (арм. 'дочь Сахака') в трудах армянского историка XIII века Вардана Аревелци. Современные историки, такие как Иване Джавахишвили, Симон Джанашиа и Кирилл Туманов, отождествляли её с Сахакдухт, отмеченной в грузинской надписи на иконе из церкви Джвариса в селе Знаква.
Согласно хронике Джуаншера, руки Сагдухт добивался и в итоге её получил Мирдат, тогдашний наследник своего царствующего отца царя Арчила, который был очарован красотой Сагдухт и также стремился этим браком обеспечить мир между Иберией и Гардманом (Рани (Арран) согласно грузинскому источнику). Супруги поселились на территории владений Мирдата — в Самшвилде, где Сагдухт приняла христианство и возвела церковь Сиони. Сагдухт родила двух дочерей: Хварандзе и Мирандухт (с перс. 'дочь Мирана'), а также одного сына — Вахтанга. После смерти Мирдата Сагдухт стала регентом своего несовершеннолетнего сына, находясь под покровительством своего отца. Впоследствии, по словам Хуаншера, Сагдухт и Хварандзе были временно оставлены как правящие особы в Картли во время отсутствия Вахтанга, предпринявшего военную экспедицию против алан в горах Кавказа.